# AbulÉdu
AbulÉdu – francuska dystrybucja Linuksa, stworzona specjalnie dla dzieci i instytucji edukacyjnych. Pierwotnie oparta na Mandrake Linux, najnowsze wersje zostały oparte na Ubuntu.